# Josip Skoblar
Josip "Joško" Skoblar (n. 12 martie 1941, Privlaka aproape de Zadar, Regatul Iugoslaviei) este un fost fotbalist și antrenor de fotbal croat.

## Palmares

### Internațional
- Yugoslavia
  - FIFA World Cup 1962: 4th Place

### Jucător
- OFK Beograd
  - Cupa Iugoslaviei: 1962, 1966

- Olympique de Marseille
  - Ligue 1: 1971, 1972
  - Cupa Franței: 1972

### Antrenor
- Hajduk Split
  - Cupa Iugoslaviei: 1987, 1991

### Individual
- Gheata de Aur a Europei: 1970–71
- Golgheter Ligue 1: 1971, 1972, 1973
- Stranierul anului în Ligue 1: 1970, 1971[2]
- Recordsman pentru cele mai multe goluri într-un singur sezon de Ligue 1 (44)